# كارلوس سيلفا (دراج)
كارلوس سيلفا (بالإسبانية: Carlos Silva)‏ هو دراج كولومبي، ولد في 4 يوليو 1974.

## وصلات خارجية
- كارلوس سيلفا على موقع أرشيف الدراجات (الإنجليزية)